# Niels Baunsøe
Niels Werner Baunsøe (29 de junho de 1939 — 12 e março de 2012) foi um ciclista dinamarquês que representou a Dinamarca nos Jogos Olímpicos de 1960, em Roma, onde competiu no contrarrelógio por equipes (100 km), mas não conseguiu completar a prova.